# Marbré tyrrhénien
Euchloe insularis
Espèce
Statut de conservation UICN

 LC  : Préoccupation mineure
Le Marbré tyrrhénien (Euchloe insularis) est une espèce de lépidoptères (papillons) de la famille des Pieridae. Elle est endémique de Corse et de Sardaigne.

## Noms vernaculaires
- En français : le Marbré tyrrhénien[1],[2],[3], la Piéride tyrrhénienne, le Marbré de Corse[1].
- En anglais : Corsican dappled white[4].

## Morphologie
L'imago d’Euchloe insularis est un papillon de taille moyenne, en grande partie blanc. L'aile antérieure comporte une tache discoïdale gris sombre, et une large tache apicale gris sombre ponctuée de blanc sur le dessus et gris-vert au revers. 
Le revers de l'aile postérieure est gris-vert à taches et marbrures blanches.
Euchloe insularis ressemble à la femelle d’Anthocharis cardamines et à des espèces qui ne sont présentes que sur le continent, comme Euchloe crameri.

## Biologie

### Phénologie
L'espèce est bivoltine, avec deux périodes de vol de mi-mars à avril puis de mi-mai à fin juin.

### Plantes hôtes
Les plantes hôtes comprennent Iberis pinnata en Corse, des Sinapis, et Hirschfeldia incana.

## Distribution et biotopes
Euchloe insularis est endémique de Corse et de Sardaigne,.
Ses biotopes sont les pentes caillouteuses plantées de broussailles fleuries, entre 0 et 1 300 mètres d'altitude.

## Taxonomie
L'espèce actuellement appelée Euchloe insularis a été décrite par l'entomologiste allemand Otto Staudinger en 1861, sous le nom initial d’Anthocharis tagis insularis.

## Conservation
L'espèce n'a pas de statut de protection particulier en France.